# Forsøg om Mennesket
Forsøg om Mennesket i IV. breve til Lord Bolingbroke (engelsk: An Essay on Man) er fire epistler udgivet af Alexander Pope i 1733-1734, oversat til dansk af Christian Carl Lous i 1759. Epistlerne er et forsøg på at rationalisere eller snarere "stræbe ud i alting Guds ære at forøge" (s. 6 l. 3), en variant af John Miltons påstand i de første linjer af Paradise Lost, at han vil "retfærdiggøre Guds veje til mænd". Det beskæftiger sig med den naturlige orden, som Gud har forordnet for mennesket. Fordi mennesket ikke kan kende Guds formål, kan det ikke klage over sin position i Scala naturae og må acceptere, at "Hvad end der er, er rigtigt", et tema, der blev satiriseret af Voltaire i Candide (1759). Epistlerne havde stor betydning i udbredelsen af den "optimistiske filosofi" i hele England og resten af Europa.
Epistlerne kan findes som et samlet værk på Det Kongelige Bibliotek, både fysisk og digitalt.